# Cận nhiệt đới

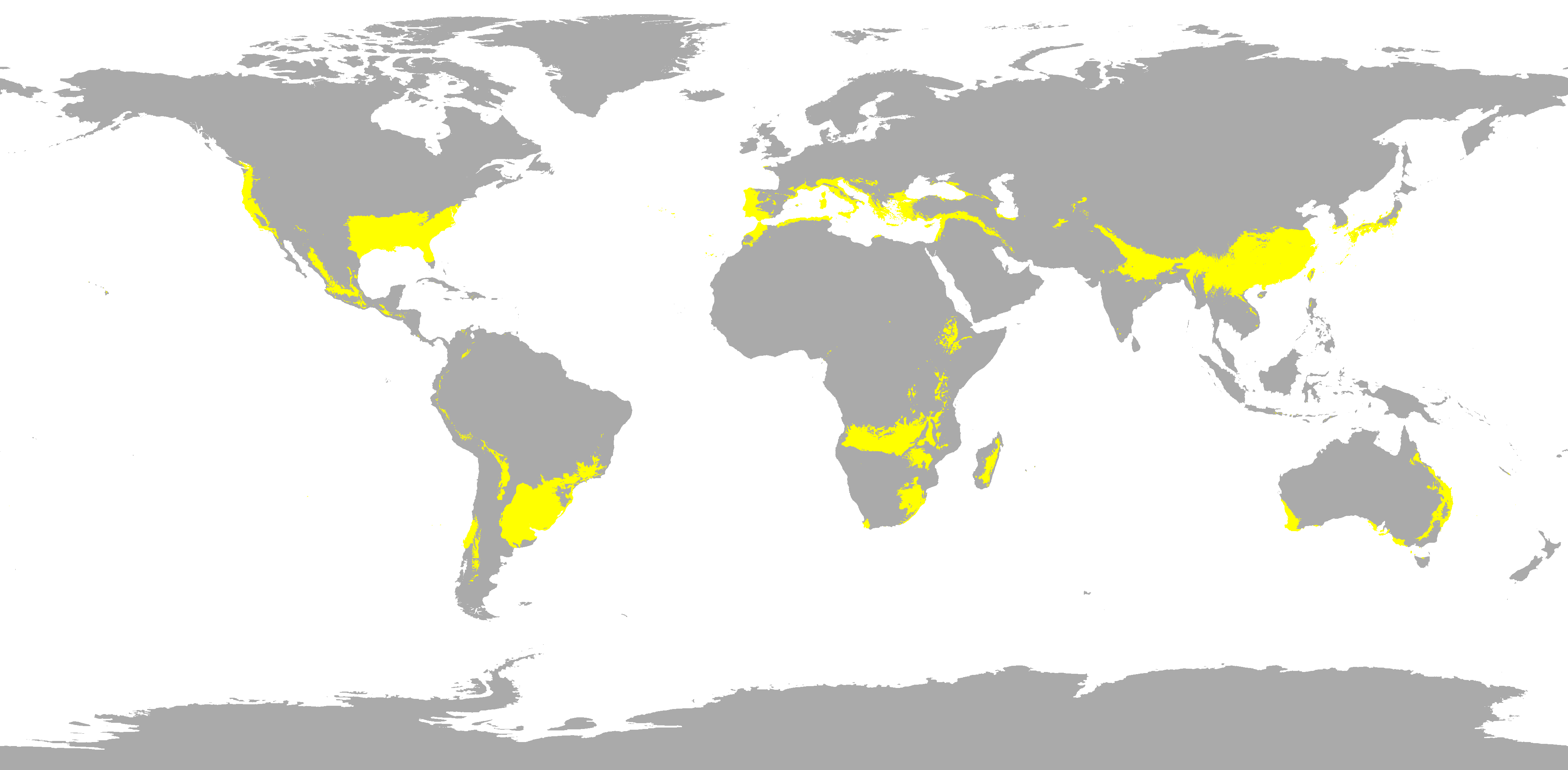
Cận nhiệt đới

Các khu vực cận nhiệt đới, bán nhiệt đới hay á nhiệt đới là những khu vực gần với vùng nhiệt đới, thông thường được xác định một cách gần đúng là nằm trong khoảng 23,5-40° vĩ bắc và 23,5-40° vĩ nam. Các khu vực này có mùa hè từ rất ấm tới nóng, nhưng có mùa đông phi nhiệt đới. Trong một số khu vực nào đó thuộc vùng cận nhiệt đới của thế giới thì các trận bão và áp thấp nhiệt đới có nguồn gốc từ vùng nhiệt đới có thể hoành hành trong khoảng thời gian của mùa hè và mùa thu. Cũng vì lý do này mà vùng biển yết hầu nằm ở gần Mũi Hảo vọng của Cộng hòa Nam Phi, nơi mà tất cả tàu bè từ nam Đại Tây Dương muốn tới Ấn Độ Dương (hoặc ngược lại) đều phải qua, được mệnh danh là nơi của "con số 40 đang gào thét".

## Các định nghĩa trong các sơ đồ phân loại khí hậu
Trong phần lớn các sơ đồ phân loại khí hậu thì khí hậu cận nhiệt đới được coi là kiểu phụ của khí hậu ôn đới:
- Phân loại khí hậu Köppen: Nhiệt độ trung bình trên 22 °C (72 °F) trong những tháng ấm nhất, còn trong các tháng lạnh nhất thì nhiệt độ trung bình nằm trong khoảng -3 °C (hay 0 °C trong một số biến thể của sơ đồ này) và 18 °C (27-64 °F), với mùa hè ẩm ướt và tháng mùa đông khô nhất có lượng mưa trung bình lớn hơn 1/10 lượng mưa trung bình của tháng mùa hè ẩm ướt nhất.
- Phân loại Trewartha: Trên 8 tháng có nhiệt độ trung bình 10 °C (50 °F) hoặc ấm hơn và ít nhất 1 tháng có nhiệt độ trung bình thấp hơn 18 °C.
- Phân loại John Griffiths: Nhiệt độ trung bình trong tháng lạnh nhất nằm giữa 6 °C (42,8 °F) và 18 °C (64,4 °F).

Lưu ý rằng các khu vực có khí hậu Địa Trung Hải (với mùa khô rõ ràng trong mùa hè) là cận nhiệt đới khi xét theo quan điểm nhiệt học, nhưng thực vật và các mùa của nó không là cận nhiệt đới, do nó thiếu độ ẩm liên tục – một đặc trưng của các khu vực nhiệt đới.